# Teorija malih uzoraka
Teorija malih uzoraka je matematičko-statistička teorija o malim uzorcima i pravila vezanih uz standardne statističke postupke kada se koriste mali uzroci.
Statističke vrijednosti dobivene iz malih uzoraka nestabilnije su od vrijednosti do kojih se dođe na temelju velikih uzoraka i zbog toga je pogreška koja se dobiva vrijednostima temeljenim na malim uzorcima tim veća što je uzorak manji i obrnuto pogreške kod izračunavanja statističke vrijednosti su manje što je uzorak veći.
Odnos nije linearan već je proporcionalan drugom korijenu iz veličine uzorka i stoga je razlika da bi bila proglašena statistički značajnom mora biti znatno veća kada se radi o malim uzorcima nego što je slučaj s velikim uzorcima.